# 桑布鲁人
桑布鲁人（Samburu）是居住在肯尼亚中部偏北的尼罗河流域民族，他们同地理位置上相对较远的马赛人有联系。桑布鲁人是半遊牧民族，他们主要饲养牛群，但也养绵羊、山羊和骆驼。他们称呼自己为罗卡普（Lokop或Loikop），但对于该词的意义桑布鲁人内部并未达成一致。较为常见的说法是其意为“土地的主人”。桑布鲁人说桑布鲁语，属于尼罗-撒哈拉语系。在其居住区有著名的桑布鲁国家公园。